# Sumidero de Popoca
El sumidero o sótano de Popocatl es una sima de origen kárstico ubicada en el estado mexicano de Veracruz. El río Popócatl se precipita hacia el interior de la cueva en forma de cascada, a cuyo pie hay un lago subterráneo. Calificada como una de las cuevas más espectaculares de México, el sumidero de Popoca es de especial interés para quienes gustan del espeleísmo.

## Ubicación
El sumidero de Popoca se encuentra en el municipio veracruzano de Zongolica, cerca del límite con el municipio de Naranjal, a una altitud aproximada de 890 m s. n. m. Políticamente pertenece a la región de las montañas, mientras que geográficamente se ubica en la subprovincia de las sierras orientales de la Sierra Madre del Sur.

## Descripción

### El río Popócatl
El río Popócatl nace de un manantial ubicado al sur de la cabecera municipal de Tequila y al este de la de Atlahuilco, cerca de la carretera federal 123. Su flujo tiene una dirección mayormente en dirección este en el primer tramo, después en dirección noreste. Al final todavía tiene un extenso meandro en forma de ese hasta desembocar en el sumidero, entre las localidades de Zoquiapan y Palenque.

### El sótano
El sótano de Popoca cuenta con una abertura de 45 metros de diámetro que engulle completamente las aguas del río Popócatl. La cascada, de 60 metros de profundidad, desemboca en un lago subterráneo. En la estación seca (noviembre a marzo), el flujo volumétrico es de aprox. 2.5 m³/s; en la estación lluviosa, es tan elevado que el agua de la cascada llena completamente la cueva. Bajo tierra, la cueva se extiende unos 150 metros hacia el noreste del lago subterráneo, hasta llegar a un sumidero que alimenta los mantos acuíferos. El desnivel total es de 76 metros.
Existen actualmente visitas organizadas por asociaciones espeleológicas que permiten realizar un descenso. El sumidero de Popoca únicamente puede visitarse en la estación seca, ya que en la estación lluviosa el río carga demasiada agua — que puede oírse a varios kilómetros de distancia.